# Joshua Gatt
Joshua „Josh“ Alexander Gatt (* 29. August 1991 in Plymouth, Michigan) ist ein US-amerikanischer Fußballspieler auf der Position eines Mittelfeldspielers. Gatt war bereits für die Nationalmannschaft der USA aktiv.

## Karriere

### Verein
Der 177 Zentimeter große offensive Mittelfeldspieler, dessen Wechsel von der Akademiemannschaft der Michigan Wolves bereits im Februar 2010 feststand, wurde am 8. Juli 2010 vom österreichischen Zweitligisten SCR Altach beim ÖFB angemeldet. Gatt hatte am 30. Juli 2010 seinen ersten Profieinsatz, als er beim 2:1-Sieg der Vorarlberger beim First Vienna FC in der 63. Spielminute für Daniel Schütz eingewechselt wurde.
Bereits in der Winterpause 2010/11 wechselte er als Wunschspieler des neubestellten Trainers Ole Gunnar Solskjær in die norwegische Tippeligaen zu Molde FK.
Nach sechs Saisonen in Norwegen kehrte er im Februar 2017 in die USA zurück, wo er sich dem MLS-Verein Minnesota United anschloss. Ohne ein Spiel für Minnesota United absolviert zu haben, wechselte er im März 2017 im Zuge eines Spielertausches zu den Colorado Rapids. Nach der Saison 2017 verließ er den Verein.
Im Juli 2018 kehrte er zum inzwischen in der Bundesliga spielenden SCR Altach zurück, bei dem er einen bis Juni 2019 laufenden Vertrag erhielt. Nach der Saison 2018/19 verließ er Altach. Nach einem Jahr ohne Klub wechselte er im Juli 2020 nach Irland zum Dundalk FC. Nach nur vier Monaten war er wieder vereinslos. Im Februar 2021 wechselte er zurück nach Amerika zu den Pittsburgh Riverhounds.

### Nationalmannschaft
Nachdem Gatt zuvor auch schon für US-amerikanische U-20-Auswahl gespielt hatte, debütierte er im November 2012 für die A-Nationalmannschaft, als er in einem Testspiel gegen Russland in der Startelf stand und in der 63. Minute durch Juan Agudelo ersetzt wurde.